# The Busters
The Busters is een uit Wiesloch afkomstige Duitse skaband.

## Bezetting
Huidige bezetting
- Joe Ibrahim (zang, gitaar)
- Richie Alexander (zang)
- Deniz Alataş (gitaar)
- Rolf Breyer (basgitaar)
- Markus Schramhauser (orgel)
- Stephan Keller (piano)
- Stefan Breuer (drums)
- Jesse Günther (percussie)
- Hardy Appich (trompet)
- Robert Solomon (trombone)
- Mathias Demmer (saxofoon)

Voormalige leden
- Jan-Hinrich Brahms (trombone, 1987–89)
- Gunther Hecker (drums, 1987–91)
- Martin 'Fiesi' Keller (gitaar, 1987–94)
- Thomas 'Bräsig' Scholz (zang, 1987–94)
- Jochen Seiterle (gitaar, 1992–98)
- Markus 'Mäx of Mexico' Grittner (basgitaar, 1987–2000)
- Klaus Huber (zang, 1987–2000)
- Markus Sprengler (zang, 1994–2002)
- Hans-Jörg 'Fischi' Fischer (tenorsaxofoon, 1987–2009)
- Peter 'Quitte' Quintern (altsaxofoon, 1987–2009)
- Richard 'Richez' Tabor (zang, 2000–2009)
- Ron Marsman (zang, 2005–2017)
- Alex Lützke (gitaar)

## Geschiedenis

### Jaren 1980
In 1988 verscheen bij Weserlabel hun eerste album Ruder than Rude. In 1989 ging de band met Bad Manners op hun eerste grote tournee door Duitsland. In hetzelfde jaar nam de band met Laurel Aitkin op zijn album Couch Potatoes twee songs samen op en begeleidden ze de muzikant tijdens zijn tournee als achtergrondband. Vervolgens wisselde trombonist Brahms naar de Britse ska-legende Bad Manners. Tegenwoordig speelt hij onder andere in de band Ska Trek uit Darmstadt. Zijn opvolger werd Robert Göhring.

### Jaren 1990
Rond 1990 behoorden The Busters met Skaos (Krumbach), No Sports (Stuttgart), The Blue Beat (Jülich), El Bosso & die Ping-Pongs (Münster) en Blechreiz (Berlijn) tot de wegbereiders van het Duitse skacircuit en volbrachten samen talrijke concerten.
In 1991 vertrok Hecker. The Busters speelden in hetzelfde jaar zonder vaste drummer in de Verenigde Staten een clubtournee met de Amerikaanse skaband The Toasters. Het daarna uitkomende album Dead or Alive, met Stefan Breuer aan de drums, persifleerde de 'American Way of Life'. In 1992 verscheen het livealbum Cheap Thrills. In hetzelfde jaar contracteerde men met Jochen Seiterle als gitarist.
Na een verdere tournee door de Verenigde Staten langs de westkust in 1993 en het in 1994 uitgebrachte album Sexy Money verlieten Thomas Scholz en Martin Keller de band. Terwijl als opvolger van Scholz zanger Markus Sprengler kwam, werd gezien de ervaring van Seiterle geen verdere gitarist aan de band toegevoegd. In 1995 kregen The Busters het aanbod om op te treden tijdens het Montreux Jazz Festival als headliner van een ska-avond. Daarbij werd een live-cd opgenomen. Het optreden leidde de band naar Sony, waarbij in 1996 het album Stompede en in 1997 Boost Best werd uitgebracht. Daarna scheidde de band van Sony en wisselde naar SPV/Dogsteady Records.
Met het album Make a Move en de nieuwe gitarist Alex Lützke gingen The Busters in 1998 op tournee met Die Ärzte. In 1999 ontstond het project The Swingvergnügen, waarbij ook meerdere leden van The Busters behoorden. Met deze band wijdde men zich de neoswing en bracht men het album Road Rage uit. Na het tiende album Welcome to Busterland verlieten de beide mede-oprichters Markus Grittner en Klaus Huber de band om beroepsmatige redenen.

### Jaren 2000
In de zomer van 2000 werkte de band samen met de gitarist Farin Urlaub van Die Ärzte en brachten met hem de single Liebe macht blind uit. De daarop volgende 'No Risk No Fun'-tour werd de vuurproef voor de nieuwe leden Rolf Breyer en Richard Tabor.
Het album 360° uit 2001 kreeg als bonusnummer nog een keer de nieuwe songs uit de single met Farin Urlaub. Bovendien werd de band op de geluidsdrager ook ondersteund door Dr. Ring-Ding. De blazers van de band begeleiden sinds 2002 Farin Urlaub en diens Farin Urlaub Racing Team op tournee.
De band vierde in 2002 hun 15-jarige jubileum met een groot openluchtconcert in hun woonplaats Wiesloch voor 7000 enthousiaste fans. Het optreden werd opgenomen en een selectie van de gespeelde nummers werd begin 2003 als album uitgebracht, waarop ook weer Farin Urlaub een gastoptreden had, net als de Buster Pension Fund, een band uit zes voormalige Busters-leden. In de zomer van hetzelfde jaar speelde de band op het hoofdpodium van het Taubertal-festival als co-headliner voor Die Toten Hosen, waarvoor The Busters ook in december van hetzelfde jaar tijdens het Auswärtsspiel-tournee als voorgroep fungeerde. Kort daarvoor, in november, had Markus Sprengler de band verlaten.
In de zomer van 2003 vervulden The Busters zich de lang uitgestelde wens om met Revolution Rock een album geheel in de stijl van de vroege Jamaicaanse ska op te nemen. In november 2004 debuteerde de band succesvol in Japan. Daardoor beïnvloed, bracht de band begin 2005 de ep Sukiyaki vs. Tokyo Ska Zone uit.
De band richtte intussen hun eigen label Ska Revolution Records op, waarbij ook de lp Evolution Pop uit 2005 verscheen, waarbij Farin Urlaub wordt genoemd als producent van twee songs. Bovendien werd voor de opnamen zanger Ron Marsman gehaald, die sindsdien als tweede frontman naast Richard Tabor optreedt. In de herfst van 2006 verscheen de live-ep Ska, Sweet & Tears, die alleen op de officiële homepage als download wordt aangeboden en niet als cd werd uitgebracht. In november 2007 verscheen het dubbelalbum Double Penetration, in de winter van 2007/0808 gingen The Busters op 'Plugged Penetration'-tournee.
Na afsluiting van de 'Offbeat Revenge'-tournee in de winter van 2008/2009 maakten The Busters een verdere bezettingsmutatie bekend. Voor de beide mede-oprichters Fischer en Quintern kwam vanaf 1 maart 2009 de saxofonist Mathias Demmer. Kort daarna verliet ook de jarenlange zanger Tabor om beroepsmatige redenen de band.
Nadat in de zomer meerdere succesvolle optredens bij onder andere de festivals 'Summerjam' en het 'Open Air Gampel' werden afgewerkt, werkte de band aan hun nieuwe album Waking the Dead, dat in november 2009 werd uitgebracht. Met vier songs uit het album en zes verdere songs is de band vervolgens vertegenwoordigd bij de speelfilm Résiste – Aufstand der Praktikanten van Jonas Grosch. Het contact tot de regisseur en het aandeel aan de film-soundtrack kwam tot stand dankzij diens zus Katharina Wackernagel. Ze is tevens fan van de band.
In 2010 speelde de band in de Hamburgse Fabrik Das Konzert für die Ewigkeit. De avond werd opgenomen door Jonas Grosch en samen met de documentaire film Eine Band für die Ewigkeit op de gelijknamige dubbel-dvd uitgebracht. De documentaire film werd onder andere tijdens het 'Filmfest Biberach' voorgesteld en werd tijdens de aansluitende wintertournee 'Ewigkeit Tonight' in enkele steden ook voor het concert getoond in plaatselijk bioscopen.
2011 begon met de deelname van de band aan de Screwball Musical Komödie Die Letzte Lüge van Jonas Grosch. The Busters zijn met vier nummers vertegenwoordigd op de soundtrack, Stephan Keller en Markus Schramhauser zijn bovendien verantwoordelijk voor de score en als 'Lyin' Buster Cats' is de band ook te zien in een bijrol in de film. In de zomer vertrok de band op uitnodiging van hun vrienden van Desorden Público en het Goethe-Institut naar Venezuela. Daar speelden ze op de 'Plaza La Castillana' in Caracas een concert voor meerdere duizenden inlanders. Na verdere zomerse optredens onder andere bij het 'Open Flair-Festival' en het 'Summerjam-Festival' ging de band onder het motto 'Brutales 1-2-3' op de traditionele wintertournee.
In 2012 vierde de band in het Wieslocher Paladin hun 25-jarige bestaan met fans, vrienden, voormalige leden en speciale gasten als Katharina Wackernagel, Götz Widmann en Dr. Ring-Ding. Vervolgens ging de band met Dr. Ring-Ding als speciale gast op een uitgebreide tournee door Duitsland. In 2013 maakte de band bekend dat Dr. Ring-Ding onder de naam Richie Alexander voortaan als tweede zanger vast lid van de band werd. De première beleefden de fans tijdens de '4 Fäuste für ein Summertime'-tournee in 2013/2014.
In november 2014 werd het 17e album Supersonic Eskalator uitgebracht. De vinyl-lp Supersonic Scratch verscheen in december 2014.
Sinds 2015 praktiseert de band het sideproject 'Schrammel 1'. Daar speelt de hele band Duitstalige rockmuziek met elementen van wereldmuziek en schlagers. Eind 2016 werd de 18e geluidsdrager als live-dubbelalbum Ska Bang 87 ter gelegenheid van de gelijknamige 30-jarige jubileumstournee uitgebracht. In augustus 2017 speelde Ron Marsman na 12 jaar zijn laatste concert met The Busters bij de 'Ruhr Reggae Summer'. Hij werd vervangen door Joe Ibrahim, zanger en gitarist van de band Megaton uit Heidelberg.

## Discografie

### Singles en ep's
- 1988: No Respect (Weserlabel Records)
- 1989: Don't Worry, Be Happy (Weserlabel Records)
- 1989: Rude Girl (Weserlabel Records)
- 1989: She Was My Girl – feat. Laurel Aitken (Weserlabel Records)
- 1989: Summertime (Weserlabel Records)
- 1994: 94er Hits (Weserlabel Records)
- 1996: Behind Your Door (Mambo Music/Sony)
- 1996: Ubangi Stomp (Mambo Music/Sony)
- 1997: Ska Muzik (Mambo Music/Sony)
- 1997: Candy (Mambo Music/Sony)
- 1998: Come On (Dogsteady Records/SPV)
- 2000: Liebe macht blind – feat. Farin Urlaub (Dogsteady Records/SPV)
- 2001: My Girl (Dogsteady Records/SPV)
- 2001: Wir lassen es nicht zu (Dogsteady Records/SPV)
- 2005: Sukiyaki vs. Tokyo Ska Zone (Ska Revolution Records)
- 2005: Radio Smash Hit (Ska Revolution Records)
- 2005: Whiskey 'Til I Drop (Ska Revolution Records)
- 2005: Clocks Don't Rock (Ska Revolution Records)
- 2006: Ska, Sweat & Tears (Ska Revolution Records)
- 2007: The Wrong Song (Ska Revolution Records)
- 2009: Live It Up (Ska Revolution Records)

### Albums
- 1988: Ruder than Rude (Weserlabel Records)
- 1989: Couch Potatoes (Weserlabel Records)
- 1991: Dead or Alive (Weserlabel Records)
- 1992: Cheap Thrills (Weserlabel Records)
- 1994: Sexy Money (Weserlabel Records)
- 1995: Live in Montreux (Weserlabel Records)
- 1996: Stompede (Mambo Music/Sony)
- 1997: Boost Best (Mambo Music/Sony)
- 1998: Make a Move (Dogsteady Records/SPV; heruitgebracht: Ska Revolution Records, 2011)
- 1999: Welcome to Busterland (Dogsteady Records/SPV; heruitgebracht: Ska Revolution Records, 2011)
- 2001: 360° (Dogsteady Records/SPV; heruitgebracht: Ska Revolution Records, 2011)
- 2003: Live (Pork Pie/Vielklang; heruitgebracht: Ska Revolution Records, 2008)
- 2004: Revolution Rock (Ska Revolution Records/Vielklang)
- 2005: Evolution Pop (Ska Revolution Records)
- 2007: Double Penetration (Ska Revolution Records)
- 2009: Waking the Dead (Ska Revolution Records)
- 2014: Supersonic Eskalator (Ska Revolution Records)
- 2014: Supersonic Scratch (vinyl, Ska Revolution Records)
- 2016: Ska Bang 87 (30 Years - 30 Songs) (Ska Revolution Records)
- 2017: Straight Ahead (Ska Revolution Records)

### DVD's
- 2010: Das Konzert für die Ewigkeit (Ska Revolution Records)